# Юнацька збірна Чехії з футболу (U-16)
Юнацька збірна Чехії з футболу (U-16) — національна футбольна збірна Чехії, що складається із гравців віком до 16 років. Керівництво командою здійснює Футбольна асоціація Чеської Республіки. Збірна може брати участь у товариських і регіональних змаганнях.
Формує найближчий кадровий резерв для основної юнацької збірної, команди до 17 років, яка може кваліфікуватися на Юнацький чемпіонат Європи з футболу (U-17). До зміни формату юнацьких чемпіонатів Європи у 2001 році саме команда 16-річних функціонувала як одна з основних юнацьких збірних і боролася за право участі у відповідній континентальній юнацькій першості з футболу.

## Юнацький чемпіонат Європи U-16
| Рік  | Раунд              | І                  | В                  | Н                  | П                  | Г+                 | Г-                 |
| ---- | ------------------ | ------------------ | ------------------ | ------------------ | ------------------ | ------------------ | ------------------ |
| 1995 | чвертьфінал        | 4                  | 3                  | 0                  | 1                  | 7                  | 4                  |
| 1996 | не кваліфікувалася | не кваліфікувалася | не кваліфікувалася | не кваліфікувалася | не кваліфікувалася | не кваліфікувалася | не кваліфікувалася |
| 1997 | не кваліфікувалася | не кваліфікувалася | не кваліфікувалася | не кваліфікувалася | не кваліфікувалася | не кваліфікувалася | не кваліфікувалася |
| 1998 | не кваліфікувалася | не кваліфікувалася | не кваліфікувалася | не кваліфікувалася | не кваліфікувалася | не кваліфікувалася | не кваліфікувалася |
| 1999 | 4-те               | 6                  | 3                  | 0                  | 3                  | 7                  | 6                  |
| 2000 | віце-чемпіон       | 6                  | 4                  | 1                  | 1                  | 17                 | 9                  |
| 2001 | не кваліфікувалася | не кваліфікувалася | не кваліфікувалася | не кваліфікувалася | не кваліфікувалася | не кваліфікувалася | не кваліфікувалася |